# Sint-Audomaruskerk (Passendale)

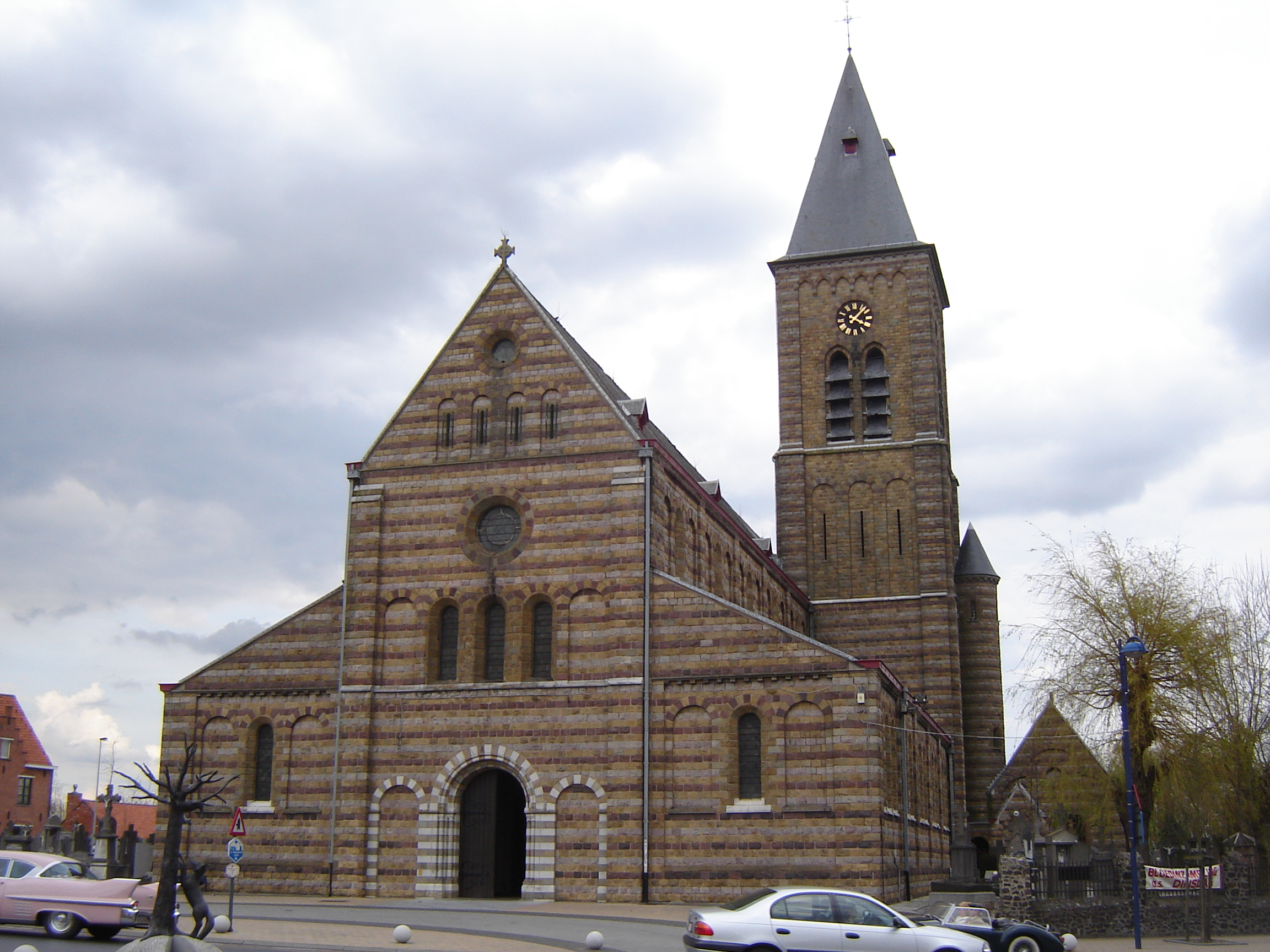
Sint-Audomaruskerk

De Sint-Audomaruskerk is de parochiekerk van het tot de West-Vlaamse gemeente Zonnebeke behorende dorp Passendale, gelegen aan de Passendaleplaats.
De partoonheilige van deze kerk is Sint-Audomarus.

## Geschiedenis
11de eeuw: Rond de jaren 1072 werden onder Robrecht de Vries zeer veel kerken gebouwd in veldsteen. Aangezien de oude kerk ook gebouwd was in veldsteen, bestaat het vermoeden dat deze ook uit deze periode zal zijn.
1663: De oude kerk wordt verbouwd, waarbij onder meer de kerk geheroriënteerd werd: het koor kwam aan de westzijde.
1903-1906: De oude romaanse kerk wordt gesloopt en er wordt een nieuwe kerk iets meer ten zuiden gebouwd.  Het romaanse koor werd nu een zijkoor en het noordelijk transept werd een doopkapel. Bovendien was de nieuwe kerk weer georiënteerd
1918: De nieuwe kerk wordt volledig verwoest door de 1ste wereldoorlog, er werd wel een bord geplaats met de opschrift "Kirche Passchendaele".
1919-1921: Er werd een noodkerk opgetrokken waar de marktplein vroeger was. Deze diende ook als klaslokaal. De noodkerk was voornamelijk opgebouwd uit hout met wat stenen en golfplaten als dak. Er was daarin amper plaats voor 50 man dus was er nood aan een nieuwe kerk.
1924-1925: De nieuwe kerk werd herbouwd. Architect was Alfons De Pauw.                                               
1940: De kerk werd gebruikt als uitkijkpost in de 2de wereldoorlog en werd het mikpunt van kanonnen met minimale schade ter gevolg, deze werd al snel hersteld.

## Gebouw
Het betreft een driebeukige basilicale neoromaanse kerk met aangebouwde zuidoosttoren. Voor het noordelijk zijkoor en transept werd ijzerzandsteen hergebruikt. Verder werden afwisselende lagen van witte, roze en gele natuursteen toegepast, wat een opvallend beeld oplevert. De vierkante zuidoosttoren heeft drie geledingen en wordt gedekt door een tentdak.
Het kerkmeubilair is neoromaans. Van belang is een glas-in-loodraam in de noordelijke zijbeuk, van 1928, en is het 66th E.L. Division Memorial Window, gewijd aan de Slag om Passendale.